# Humbert (voornaam)
Humbert is een jongensnaam van Germaanse oorsprong. Humbert is afgeleid van de Latijnse vorm "Humbertus", die weer ontstaan is uit het Oudduitse "Humbert". De betekenis is onzeker.
De namen Humbert en Humbrecht gaan terug op twee stammen. Het eerste deel zou kunnen verwant zijn aan het Oudnoordse hûnn, dat "jonge beer" betekent, en het Oudengelse hûn, dat "dierenjong" betekent. Het kan ook verwant zijn aan het Oudengelse hûn-: "bruin, met donkere gelaatskleur". Een andere mogelijkheid voor het eerste deel van de naam is dat het verwijst naar de Hunnen. Verschillende Germaanse namen zijn immers van namen van volkeren afgeleid. Het tweede deel is net als soortgelijke namen als Adalbert en Gilbert afgeleid van berhta, dat "vermaard, beroemd, glanzend, schitterend, stralend" betekent.

## Varianten in andere talen
De naam komt ook in andere talen voor:
- Italiaans: Umberto
- Latijn: Humbertus
- Portugees: Humberto
- Russisch: Гумберт; Goembert
- Spaans: Humberto

## Europese vorstenhuizen en adel
- Humbert van Genève, graaf van Genève
- Humbert Withand, graaf van Savoye, stamvader van het Huis Savoye
- Humbert II van Savoye, graaf van Savoye
- Humbert III van Savoye, graaf van Savoye
- Umberto I van Italië (1844-1900), koning van Italië
- Umberto II van Italië (1904-1983), koning van Italië

## Bekende naamdragers

### Humbert
- Humbertus, de heilig verklaarde proost van de Sint-Servaasbasiliek te Maastricht.
- Humbert Randag, Nederlands franciscaner pater en kunstenaar

### Humberto
- Humberto Brenes, Costa Ricaans pokerspeler
- Humberto Delgado, Portugees generaal en politicus
- Humberto Gatica, Amerikaans platenproducent, muziek-mixer en audiotechnicus
- Humberto Maschio, Italo-Argentijns voetballer
- Humberto R. Maturana, Chileens bioloog
- Humberto Moreira, Mexicaans politicus
- Humberto Rodríguez Bañuelos, Mexicaans crimineel
- Humberto Roque Villanueva, Mexicaans politicus
- Humberto Suazo, Chileens voetballer
- Humberto Tan, Nederlands radio- en televisiepresentator
- Humberto Barbosa Tozzi, Braziliaans voetballer

### Humbertus
- Humbertus (of Hugo), proost van het Sint-Servaaskapittel te Maastricht en het kapittel van Sint-Lambertus in Luik (11e eeuw)
- Humbertus Guilielmus de Precipiano, bisschop van Brugge en aartsbisschop van Mechelen (1627-1711)

### Umberto
- Umberto Betti, Italiaans rooms-katholiek kardinaal
- Umberto Boccioni, Italiaans schilder en beeldhouwer
- Umberto Bossi, Italiaans politicus
- Umberto Eco, Italiaans schrijver en semioticus
- Umberto Giordano, Italiaans componist
- Umberto Masetti, Italiaans motorcoureur
- Umberto Mastroianni, Italiaans beeldhouwer
- Umberto Nobile, Italiaans luchtschipbouwer en poolreiziger
- Umberto Saba, Italiaans dichter en schrijver
- Umberto Tozzi, Italiaans zanger en liedjesschrijver

## Fictief figuur
- Humbert Humbert, personage uit de roman Lolita van Vladimir Nabokov